# Emil Stang den yngre
Emil Stang (d.y.) (født 22. september 1882 i Kristiania, død 21. december 1964 i Oslo) var en norsk jurist og politiker (Ap, NKP).
Stang var medlem af Arbeiderpartiet fra 1911, og sad i Kristiania(nuværende Oslo) kommunebestyrelse fra 1916 til 1928. Han var vararepræsentant til Stortinget i perioden 1922–1924.
Han blev først næstleder i Arbeiderpartiet i 1918, og blev efter Kyrre Grepps død i 1922 leder for partiet. I 1923 brød han dog med Arbeiderpartiet og var blandt stifterne af Norges Kommunistiske Parti (NKP). Fem år senere meldte han sig ud af NKP, han forblev derefter partiløs.
Stang repræsenterede Norge i den første kongres i Komintern i 1919. Under 2. verdenskrig sad han interneret både i Norge og Tyskland.
Stang tog cand.jur.-graden i 1905, han arbejdede derefter som advokat. Han blev højesteretsadvokat i 1911. I perioden fra 1946 til 1952 var han Høyesterettsjustitiarius, som er den dommer der er leder for højesteret.
Emil Stang d.y. var søn af Emil Stang den ældre, barnebarn af Frederik Stang og bror til Fredrik Stang den yngre.